# Ligue de l'État de Floride
La Ligue de l'État de Floride (Florida State League en anglais) est une ligue mineure de baseball composée d'équipes situées en Floride. Elle est classée au niveau A, soit quatre niveaux en dessous de la Ligue majeure de baseball. Chaque équipe est affiliée à une franchise de Ligue majeure, permettant le développement de joueurs avant leur arrivée au plus haut niveau.

## Histoire
La Ligue de l'État de Floride est fondée en 1919 par des formations basées à Bartow, Bradenton, Lakeland, Orlando, Sanford et Tampa. Elle interrompt ses activités entre 1928 et 1935 puis entre 1942 et 1945.
Les douze équipes sont réparties dans deux divisions géographiques (Est/Ouest), dont les champions des deux demi-saisons s'affrontent en finale de division au meilleur des trois matches. Les deux champions de divisions s'affrontent ensuite au meilleur des cinq matches pour la quête du titre de la Ligue.
En 2007, la Ligue de l'État de Floride a drainé 1 079 102 spectateurs au stade, soit plus de 1300 spectateurs par match.

## Participants (2022)
| Division | Franchise                    | Ville             | État    | Stade (capacité)                      | Affilié à (depuis)              |
| -------- | ---------------------------- | ----------------- | ------- | ------------------------------------- | ------------------------------- |
| East     | Tortugas de Daytona          | Daytona Beach     | Floride | Jackie Robinson Ballpark (4 200)      | Reds de Cincinnati (1999)       |
| East     | Hammerheads de Jupiter       | Jupiter           | Floride | Roger Dean Stadium (6 871)            | Marlins de Miami (2021)         |
| East     | Cardinals de Palm Beach      | Jupiter           | Floride | Roger Dean Stadium (6 871)            | Cardinals de Saint-Louis (2013) |
| East     | Mets de Sainte-Lucie         | Port Sainte-Lucie | Floride | Clover Park (7 160)                   | Mets de New York (2001)         |
| West     | Marauders de Bradenton       | Bradenton         | Floride | LECOM Park (8 500)                    | Pirates de Pittsburgh (2019)    |
| West     | Threshers de Clearwater      | Clearwater        | Floride | BayCare Ballpark (8 500)              | Phillies de Philadelphie (2001) |
| West     | Blue Jays de Dunedin         | Dunedin           | Floride | TD Ballpark (8 500)                   | Blue Jays de Toronto (2003)     |
| West     | Mighty Mussels de Fort Myers | Fort Myers        | Floride | Hammond Stadium (9 300)               | Twins du Minnesota (2013)       |
| West     | Flying Tigers de Lakeland    | Lakeland          | Floride | Joker Marchant Stadium (8 500)        | Tigers de Détroit (1997)        |
| West     | Tarpons de Tampa             | Tampa             | Floride | George M. Steinbrenner Field (11 026) | Yankees de New York (2021)      |

## Palmarès
| - 1919 Sanford et Orlando - 1920 Tampa - 1921 Orlando - 1922 St. Petersburg - 1923 Orlando - 1924 Lakeland - 1925 Tampa - 1926 Sanford - 1927 Orlando - 1936 St. Augustine - 1937 Gainesville - 1938 Gainesville - 1939 Sanford - 1940 Orlando - 1941 Leesburg - 1946 Orlando - 1947 Gainesville - 1948 Daytona Beach - 1949 St. Augustine - 1950 DeLand - 1951 DeLand - 1952 Palatka - 1953 Daytona Beach - 1954 Lakeland - 1955 Orlando - 1956 Cocoa - 1957 Tampa - 1958 St. Petersburg - 1959 St. Petersburg |  | - 1960 Palatka - 1961 Tampa - 1962 Fort Lauderdale - 1963 Sarasota - 1964 Fort Lauderdale - 1965 Fort Lauderdale - 1966 Leesburg - 1967 St. Petersburg - 1968 Orlando - 1969 Miami - 1970 Miami - 1971 Miami - 1972 Miami - 1973 St. Petersburg - 1974 West Palm Beach - 1975 St. Petersburg - 1976 Lakeland - 1977 Lakeland - 1978 Miami - 1979 Winter Haven - 1980 Fort Lauderdale - 1981 Daytona Beach - 1982 Fort Lauderdale - 1983 Vero Beach - 1984 Fort Lauderdale - 1985 Fort Myers - 1986 St. Petersburg - 1987 Fort Lauderdale - 1988 St. Lucie |  | - 1989 Charlotte - 1990 Vero Beach - 1991 West Palm Beach - 1992 Lakeland - 1993 Clearwater - 1994 Tampa - 1995 Daytona - 1996 St. Lucie - 1997 St. Petersburg - 1998 St. Lucie - 1999 Kissimmee - 2000 Daytona - 2001 Tampa et Brevard County - 2002 Charlotte - 2003 St. Lucie - 2004 Daytona et Tampa - 2005 Palm Beach - 2006 St. Lucie - 2007 Clearwater - 2008 Daytona - 2009 Tampa - 2010 Tampa - 2011 Daytona - 2012 Lakeland - 2013 Daytona - 2014 Fort Myers - 2015 Charlotte - 2016 Bradenton - 2017 Dunedin et Palm Beach |  | - 2018 Fort Myers - 2019 Pas de champion - 2020 Pas de champion - 2021 Bradenton - 2022 Mets de St. Lucie - 2023 Hammerheads de Jupiter |